# República Islámica de Afganistán
La República Islámica de Afganistán (en pastún, د افغانستان اسلامي جمهوریت, Dê Afghānistān Islāmī Jumhūrīyat) (en persa, جمهوری اسلامی افغانستان, Jomhūrī-ye Eslāmī-ye Afghānestān) fue un régimen republicano presidencialista y democrático que gobernó Afganistán de 2004 a 2021. El estado se estableció para reemplazar las administraciones interina (2001-2002) y de transición (2002-2004) afganas, que se formaron después de la invasión estadounidense de Afganistán en 2001 que había derrocado al Emirato Islámico de Afganistán gobernado por los talibanes parcialmente reconocido. Sin embargo, el 15 de agosto de 2021, los talibanes recuperaron el país, lo que marcó el final de la guerra de 2001-2021, la guerra más larga en la historia de los Estados Unidos. Esto condujo al derrocamiento de la República Islámica, encabezada por el presidente Ashraf Ghani, y al restablecimiento del Emirato Islámico bajo el control de los talibanes. Las Naciones Unidas aún reconocen a la República Islámica como el gobierno legítimo de Afganistán en lugar del Emirato Islámico, el gobierno gobernante de facto. El acuerdo entre Estados Unidos y los talibanes, firmado el 29 de febrero de 2020 en Catar, fue uno de los eventos críticos que provocaron el colapso de las Fuerzas de Seguridad Nacional Afganas (FSNA). Tras el acuerdo, Estados Unidos redujo drásticamente el número de ataques aéreos y privó a las FSNA de una ventaja crítica en la lucha contra la insurgencia talibán, lo que llevó a la toma de Kabul por parte de los talibanes.
Tras los ataques del 11 de septiembre, Estados Unidos y varios aliados invadieron Afganistán y derrocaron al primer gobierno de los talibanes (que tenía un reconocimiento limitado) en apoyo de la opositora Alianza del Norte. Posteriormente, se formó un gobierno de transición bajo el liderazgo de Hamid Karzai. Después de la loya jirga de 2003, se proclamó una república islámica presidencial unitaria bajo una nueva constitución, y Karzai fue elegido para un mandato completo como presidente. Mientras tanto, la coalición internacional liderada por Estados Unidos ayudó a mantener la seguridad interna, transfiriendo gradualmente la carga de la defensa a las Fuerzas Armadas afganas después de 2013-14.
Sin embargo, las fuerzas de los talibanes mantuvieron el control de varias áreas del país y la guerra civil continuó. Los talibanes se reagruparon como una insurgencia con el supuesto apoyo de Pakistán y aumentaron los ataques contra las fuerzas afganas y de la coalición después de 2006-07. Esto perpetuó los problemáticos antecedentes de derechos humanos y derechos de las mujeres de Afganistán, con numerosos abusos cometidos por ambos bandos, como el asesinato de civiles, el secuestro y la tortura. Debido a la gran dependencia del gobierno de la ayuda militar y económica estadounidense, algunos clasificaron a la nación como un estado cliente estadounidense, y gradualmente perdió el control de las zonas rurales después de la conclusión de la Operación Libertad Duradera.
Tras la retirada de las tropas de la OTAN en 2021, los talibanes lanzaron una ofensiva militar masiva en mayo de 2021, lo que les permitió tomar el control del país durante los siguientes tres meses y medio. Las Fuerzas Armadas afganas se desintegraron rápidamente. Las instituciones de la república colapsaron efectivamente el 15 de agosto de 2021, cuando las fuerzas talibanas entraron en Kabul y el presidente afgano, Ashraf Ghani, huyó del país. Poco después, el ex primer vicepresidente Amrullah Saleh se autoproclamó presidente interino de Afganistán y anunció la resistencia republicana contra los talibanes.
La república era miembro de las Naciones Unidas, la Organización de Cooperación Islámica, la Asociación de Asia Meridional para la Cooperación Regional, el Grupo de los 77, la Organización de Cooperación Económica y el Movimiento de Países No Alineados.

## Historia
En diciembre de 2001, después del derrocamiento del gobierno talibán, se formó la Administración Provisional afgana bajo Hamid Karzai. La Fuerza Internacional de Asistencia para la Seguridad (ISAF) fue establecida por el Consejo de Seguridad de la ONU para ayudar a la administración de Karzai y proporcionar seguridad básica. En ese momento, después de dos décadas de guerra y una hambruna aguda en ese momento, Afganistán tenía una de las tasas de mortalidad infantil más altas del mundo, la esperanza de vida más baja, gran parte de la población pasaba hambre, y la infraestructura estaba en ruinas. Muchos donantes extranjeros comenzaron a brindar ayuda y asistencia para reconstruir el país devastado por la guerra.
Mientras tanto, las fuerzas talibanas comenzaron a reagruparse dentro de Pakistán, mientras que más tropas de la coalición entraron en Afganistán para ayudar en el proceso de reconstrucción. Los talibanes iniciaron una insurgencia para recuperar el control de Afganistán. Durante la siguiente década, las tropas afganas y de la ISAF lideraron muchas ofensivas contra los talibanes, pero no lograron derrotarlos por completo. Afganistán sigue siendo uno de los países más pobres del mundo debido a la falta de inversión extranjera, la corrupción gubernamental y la insurgencia de los talibanes. Mientras tanto, Karzai intentó unir a los pueblos del país, y el gobierno afgano pudo construir algunas estructuras democráticas, adoptando una constitución en 2004 con el nombre de República Islámica de Afganistán. Se hicieron intentos, a menudo con el apoyo de países donantes extranjeros, para mejorar la economía, la atención médica, la educación, el transporte y la agricultura del país. Las fuerzas de la ISAF también comenzaron a entrenar a las Fuerzas de Seguridad Nacional afganas. Después de 2002, casi cinco millones de afganos fueron repatriados. El número de tropas de la OTAN presentes en Afganistán alcanzó un máximo de 140 000 en 2011, descendiendo a unas 16 000 en 2018.
En septiembre de 2014 Ashraf Ghani se convirtió en presidente después de las elecciones presidenciales de 2014, donde por primera vez en la historia de Afganistán se transfirió democráticamente el poder. El 28 de diciembre de 2014, la OTAN puso fin formalmente a las operaciones de combate de la ISAF en Afganistán y transfirió toda la responsabilidad de seguridad al gobierno afgano. La Operación Apoyo Decidido dirigida por la OTAN se formó el mismo día como sucesora de la ISAF. Miles de tropas de la OTAN permanecieron en el país para entrenar y asesorar a las fuerzas del gobierno afgano y continuar su lucha contra los talibanes. En 2015 se estimó que "unas 147 000 personas han muerto en la guerra de Afganistán desde 2001. Más de 38 000 de las personas muertas han sido civiles". Un informe titulado Body Count concluyó que entre 106 000 y 170 000 civiles han muerto como resultado de los combates en Afganistán a manos de todas las partes en el conflicto.

### Colapso

#### Insurgencia talibana de 2021
El 14 de abril de 2021, el secretario general de la OTAN, Jens Stoltenberg, dijo que la alianza había acordado comenzar a retirar sus tropas de Afganistán antes del 1 de mayo. Poco después de que comenzara la retirada de las tropas de la OTAN, los talibanes lanzaron una ofensiva contra el gobierno afgano, avanzando rápidamente frente al colapso de las fuerzas gubernamentales afganas. En junio de 2021, un informe de inteligencia de Estados Unidos predijo que el gobierno afgano probablemente colapsaría seis meses después de que la OTAN completara su retirada del país. El informe demostró ser demasiado optimista: para la segunda semana de agosto, la mayoría de las capitales provinciales afganas habían caído en manos de los talibanes y el Ejército Nacional Afgano estaba en completo desorden, perdiendo terreno en todos los frentes. Las caídas de Mazar-i-Sharif y Jalalabad eliminaron cualquier posibilidad de que el gobierno afgano detuviera el avance de los talibanes.

#### Caída de Kabul
El 15 de agosto de 2021, las fuerzas talibanes ingresaron a la ciudad capital de Kabul y encontraron solo una resistencia limitada. Por la tarde, se informó que el presidente afgano, Ashraf Ghani, había abandonado el país, huyendo a Tayikistán o Uzbekistán; También se informó que el presidente de la Cámara del Pueblo, Mir Rahman Rahmani, huyó a Pakistán. Tras la fuga de Ghani, las fuerzas leales restantes abandonaron sus puestos y las Fuerzas Armadas afganas dejaron de existir de facto.
En la noche del 15 de agosto, los talibanes ocuparon el Arg, arriaron la bandera republicana afgana e izaron su propia bandera sobre el palacio. El 19 de agosto de 2021, los talibanes proclamaron la restauración del Emirato Islámico de Afganistán.
El 17 de agosto de 2021, Gulbudin Hekmatiar, líder de Hezbi Islami, afiliado a los talibanes, se reunió con Hamid Karzai, expresidente de Afganistán, y Abdullah Abdullah, presidente del Alto Consejo para la Reconciliación Nacional y exdirector ejecutivo, en Doha, buscando formar un gobierno. El presidente Ghani, habiéndose establecido en los Emiratos Árabes Unidos, dijo que apoyaba tales negociaciones.

#### Frente de Resistencia Nacional

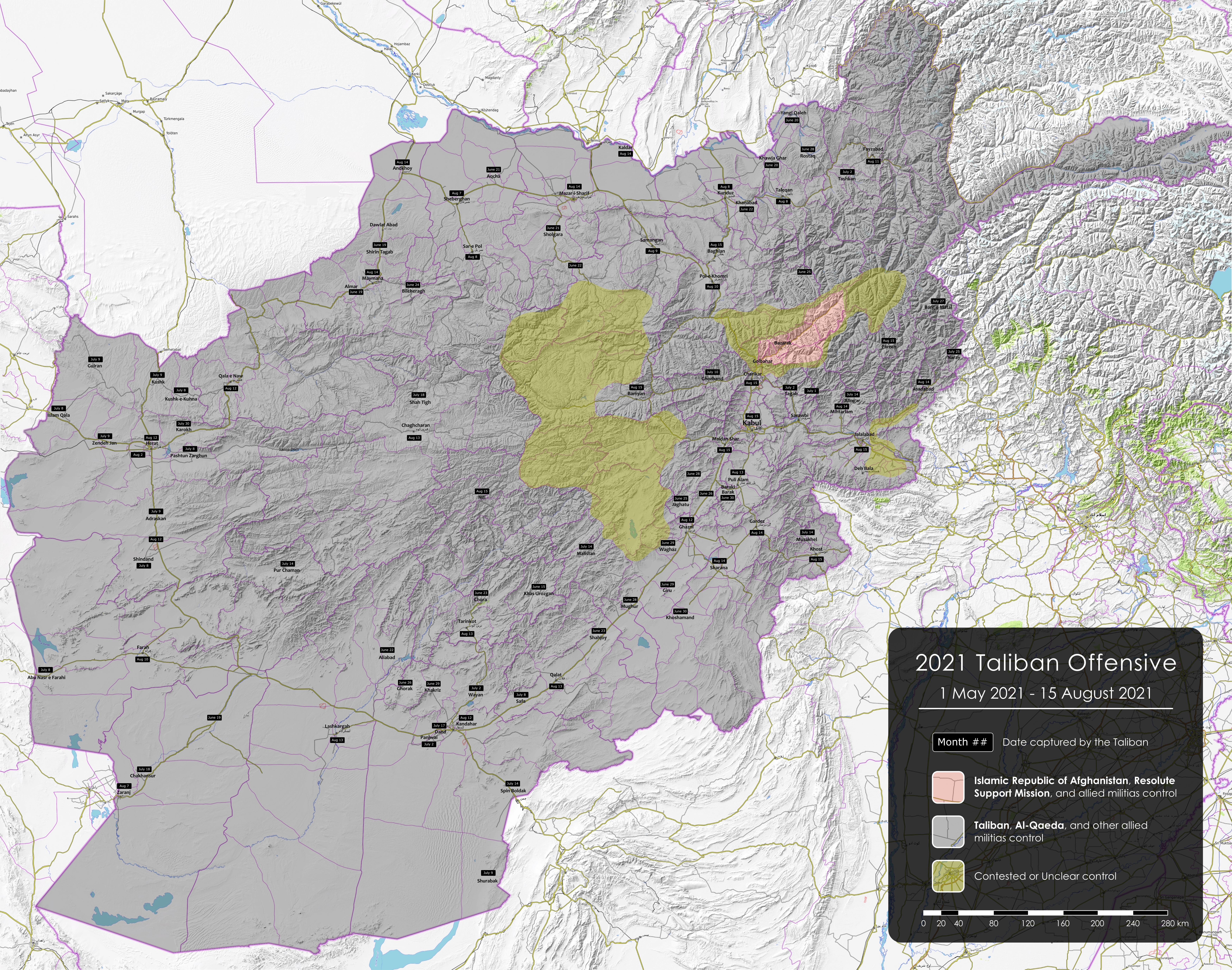
Control efectivo del territorio en Afganistán para el 15 de agosto de 2021.

El 17 de agosto, el ex primer vicepresidente de la República Islámica de Afganistán, Amrullah Saleh, tuiteó que se había quedado en el país y había asumido el cargo de presidente interino en ausencia de Ghani, citando la Constitución afgana como base. El gobierno de Saleh incluye a Bismillah Khan Mohammadi como ministro de Defensa y Ahmad Masud, hijo de Ahmad Shah Masud y líder del Frente de Resistencia Nacional de Afganistán. Tenía su sede en el valle de Panshir y usaba la ciudad de Bazarak como capital temporal, ya que era una de las pocas áreas de Afganistán que todavía estaba bajo el control de la República Islámica. El 6 de septiembre, después de intensos combates que provocaron grandes pérdidas en ambos bandos, los talibanes afirmaron haber capturado todo Panshir, y la bandera de los talibanes se izó en la oficina del gobernador en Bazarak. Según los informes, las tropas restantes del FRN se habían retirado a las montañas, mientras que Saleh y Masud huyeron a Tayikistán.

#### Resistencia adicional
A partir de 2022, continúan produciéndose combates dispersos entre grupos de oposición y los talibanes. El 13 de marzo de 2022, se formó el Frente de Libertad de Afganistán, un grupo militar antitalibán étnicamente diverso, y desde entonces ha llevado a cabo varios ataques contra los talibanes, incluido un ataque con misiles en el aeródromo de Bagram, en el que seis soldados talibanes murieron y dos fueron heridos. En el primer aniversario de la caída de Kabul, el FRN llevó a cabo varios ataques de atropello y fuga contra militantes talibanes.
Varios otros grupos, como el Frente Ahmad Khan Samangani y el Movimiento Nacional Islámico y de Liberación de Afganistán, también han llevado a cabo ataques contra los talibanes.

## Gobierno
La República Islámica de Afganistán era una república islámica cuyo gobierno constaba de tres ramas, la ejecutiva, la legislativa y la judicial. El jefe de Estado y de gobierno era el presidente de Afganistán. La Asamblea Nacional era la legislatura, un cuerpo bicameral que tenía dos cámaras, la Cámara del Pueblo y la Cámara de los Ancianos. La Suprema Corte estuvo dirigida por el presidente de la Suprema Corte, Said Yusuf Halem, ex Viceministro de Justicia para Asuntos Jurídicos.

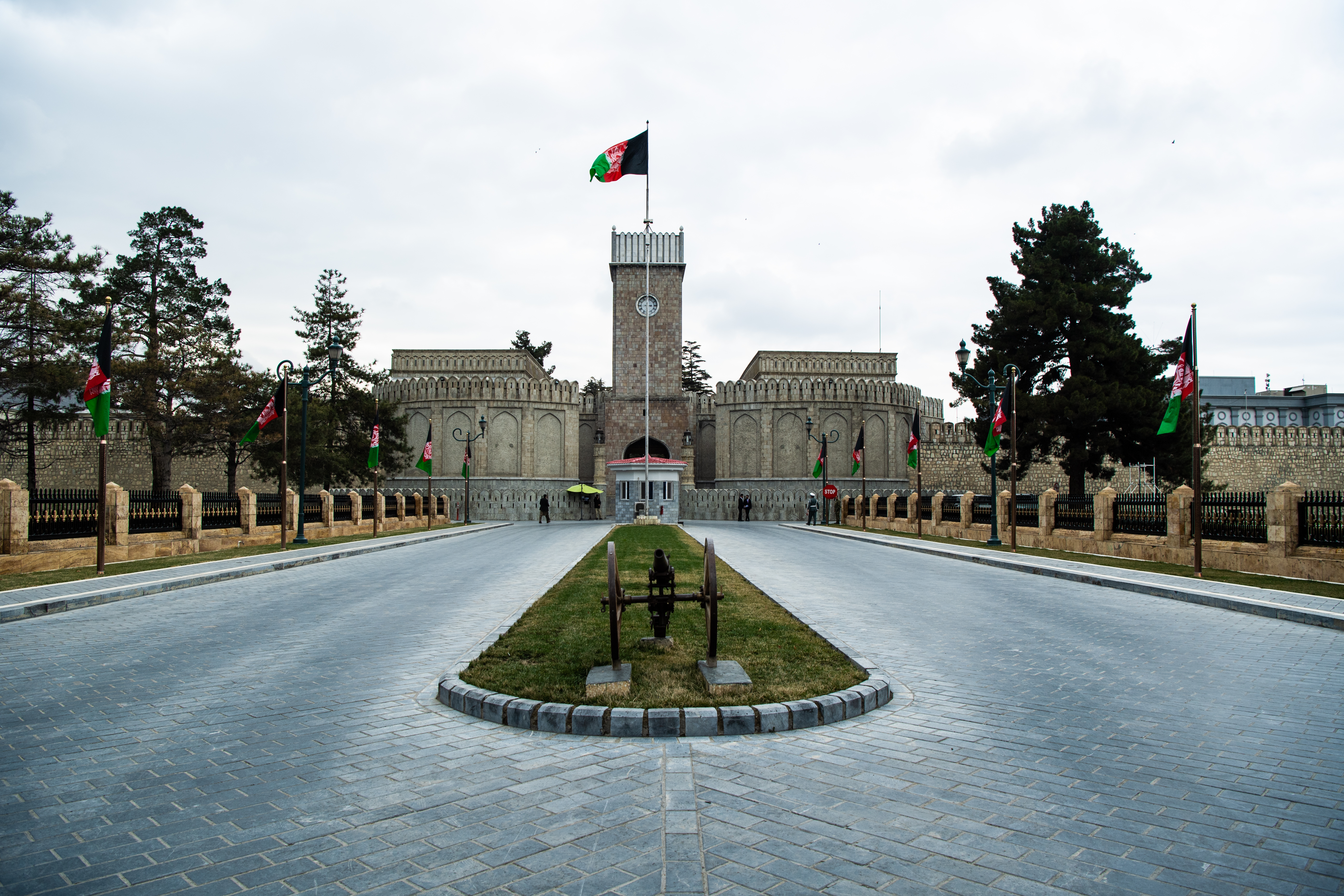
El Palacio presidencial de Kabul.

Según Transparencia Internacional, Afganistán siguió siendo uno de los países más corruptos. Un informe de enero de 2010 publicado por la Oficina de Naciones Unidas contra la Droga y el Delito reveló que el soborno consumía una cantidad equivalente al 23% del PIB de la nación. La corrupción era endémica incluso en los niveles superiores de gobierno: en agosto de 2010 se reveló que los líderes del New Kabul Bank y un puñado de élites políticas, incluidos los ministros del gabinete, habían malversado cerca de $1 mil millones a través de esquemas de préstamos fraudulentos.
El 17 de mayo de 2020, el presidente Ashraf Ghani llegó a un acuerdo de reparto de poder con su rival de las elecciones presidenciales, Abdullah Abdullah, para decidir quién administraría los ministerios clave. El acuerdo puso fin a un estancamiento político de meses en el país. Se acordó que mientras Ghani dirigiría Afganistán como presidente, Abdullah supervisaría el proceso de paz con los talibanes.

### Elecciones y partidos

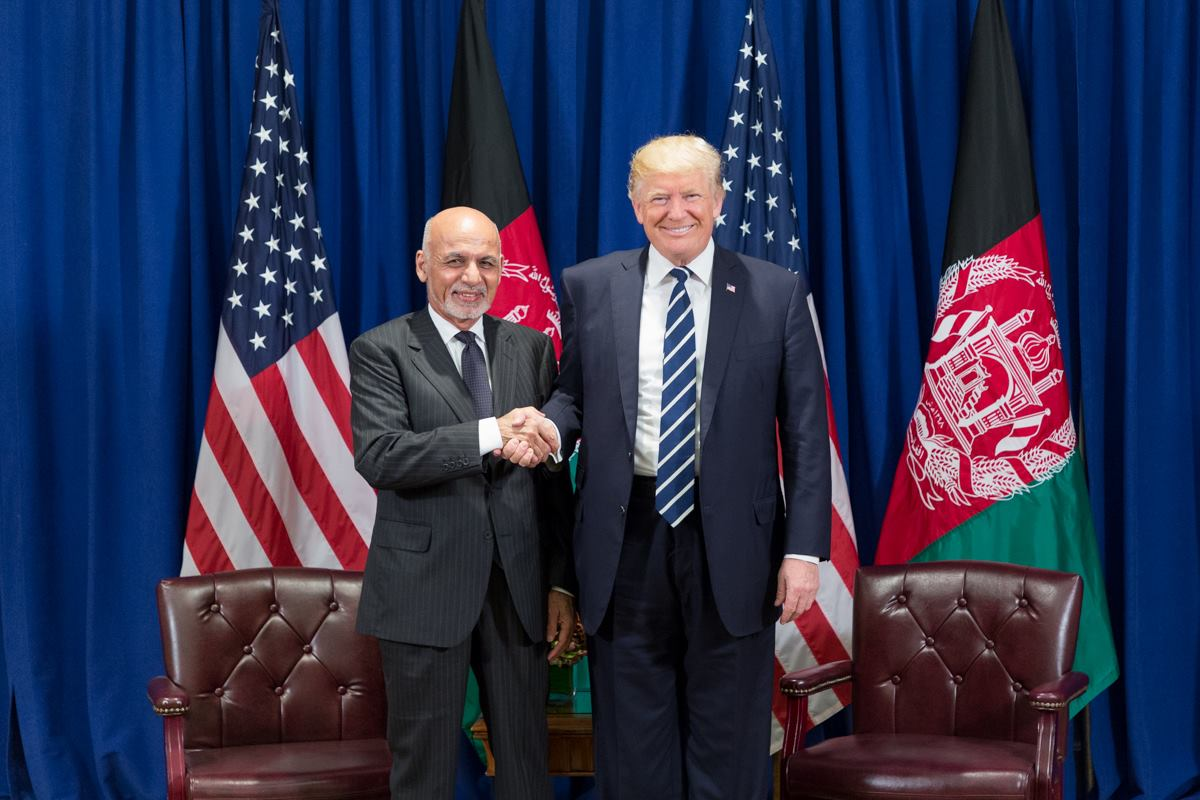
El presidente de Estados Unidos, Donald Trump, con el presidente de Afganistán, Ashraf Ghani, en 2017.

Un instrumento de la gobernanza afgana fue la loya jirga (gran asamblea), una reunión consultiva pastún que se organizó principalmente para elegir un nuevo jefe de Estado, adoptar una nueva constitución o resolver problemas nacionales o regionales como la guerra. Las loya jirgas se llevan a cabo desde al menos 1747, y la más reciente ocurrió en 2013.
Según la constitución de 2004, las elecciones presidenciales y parlamentarias debían celebrarse cada cinco años. Sin embargo, debido a las controvertidas elecciones presidenciales de 2014, las elecciones parlamentarias programadas para 2015 se retrasaron hasta 2018. Las elecciones presidenciales utilizaron el sistema de dos vueltas; si ningún candidato obtiene la mayoría de los votos en la primera ronda, se llevará a cabo una segunda ronda con los dos mejores candidatos. Las elecciones parlamentarias tuvieron una sola vuelta y se basaron en el sistema de voto único e intransferible, que permite que algunos candidatos sean elegidos con tan solo el uno por ciento de los votos.
Las elecciones presidenciales afganas de 2004 fueron relativamente pacíficas, en las que Hamid Karzai ganó en la primera vuelta con el 55,4% de los votos. Sin embargo, las elecciones presidenciales de 2009 se caracterizaron por la falta de seguridad, la baja participación de votantes y el fraude electoral generalizado, que culminó con la reelección de Karzai. Las elecciones presidenciales de 2014 terminaron con Ashraf Ghani ganando por el 56,44% de los votos.

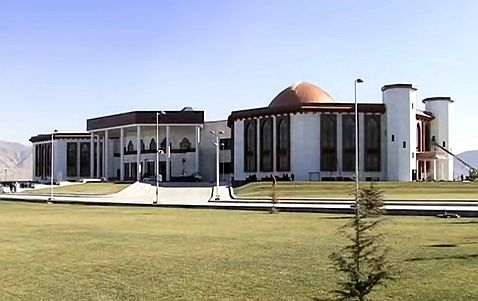
La Asamblea Nacional de Afganistán en Kabul, el edificio actual fue construido en 2015.

Los partidos políticos desempeñaron un papel marginal en la política afgana posterior a 2001, en parte debido a la oposición de Karzai a ellos. En las elecciones parlamentarias de 2005, las papeletas no mostraron la afiliación partidista de los candidatos, por lo que los resultados fueron dictados por el prestigio personal de los candidatos. Entre los funcionarios electos había una gran mezcla de ex muyahidines, fundamentalistas islámicos, señores de la guerra, nacionalistas tribales, ex comunistas, reformistas, profesionales urbanos, realistas y varios ex asociados talibanes. En el mismo período, Afganistán se convirtió en la trigésima nación más alta en términos de representación femenina en la Asamblea Nacional. Los partidos se volvieron más influyentes después de 2009, cuando una nueva ley estableció requisitos más estrictos para el registro de los partidos. Casi un centenar de nuevos partidos se registraron después de la entrada en vigor de la ley, y la actividad de los partidos aumentó en las elecciones de 2014, pero la influencia de los partidos siguió siendo limitada.

### División administrativa
La República Islámica del Afganistán estaba dividida administrativamente en 34 provincias (wilayat). Cada provincia tenía un gobernador designado por el presidente y una capital. Estas provincias se dividieron además en casi 400 distritos provinciales, cada uno de los cuales normalmente cubría una ciudad o varias aldeas. Cada distrito estuvo representado por un gobernador de distrito, designado por el gobernador provincial.
Los gobernadores provinciales eran nombrados por el Presidente de Afganistán y los gobernadores de distrito eran seleccionados por los gobernadores provinciales. Los gobernadores provinciales actuaban como representantes del gobierno central en Kabul y eran responsables de todos los asuntos administrativos y formales dentro de su provincia. Además, hubo consejos provinciales elegidos mediante elecciones directas y generales durante cuatro años. Se otorgó a los consejos provinciales la autoridad para participar en la planificación del desarrollo provincial y participar en el seguimiento y evaluación de otras instituciones de gobernanza provinciales.
Según el artículo 140 de la Constitución y el decreto presidencial sobre la ley electoral, los alcaldes de las ciudades debían ser elegidos mediante elecciones libres y directas por un período de cuatro años. Sin embargo, en la práctica, los alcaldes eran nombrados por el gobierno.

### Relaciones exteriores
Afganistán se convirtió en miembro de las Naciones Unidas en 1946. Gozó de relaciones cordiales con varias naciones de la OTAN y aliadas, en particular Estados Unidos, Canadá, Reino Unido, Alemania, Australia y Turquía. En 2012, Estados Unidos y Afganistán firmaron su Acuerdo de Asociación Estratégica en el que Afganistán se convirtió en un importante aliado fuera de la OTAN. Afganistán ha tenido históricamente fuertes relaciones con Alemania, uno de los primeros países en reconocer la independencia de Afganistán en 1919; la Unión Soviética, que proporcionó mucha ayuda y entrenamiento militar a las fuerzas de Afganistán e incluye la firma de un Tratado de Amistad en 1921 y 1978; e India, con la que se firmó un tratado de amistad en 1950. Las relaciones con Pakistán han sido a menudo tensas por diversas razones, como la cuestión de la frontera de Línea Durand y la supuesta cooperación de Pakistán con grupos insurgentes afganos. Afganistán también tenía relaciones diplomáticas con los vecinos China, Irán, Tayikistán, Turkmenistán y Uzbekistán, y también con estados regionales como Bangladés, Japón, Kazajistán, Nepal, Rusia, Corea del Sur y los Emiratos Árabes Unidos.
La Misión de Asistencia de las Naciones Unidas en Afganistán (MANUA) se estableció en 2002 para ayudar al país a recuperarse de décadas de guerra. Varios Estados miembros de la OTAN desplegaron alrededor de 17 000 soldados en Afganistán como parte de la Misión de Apoyo Decidido. Su principal objetivo era entrenar a las Fuerzas Nacionales de Seguridad afganas.

### Fuerzas armadas

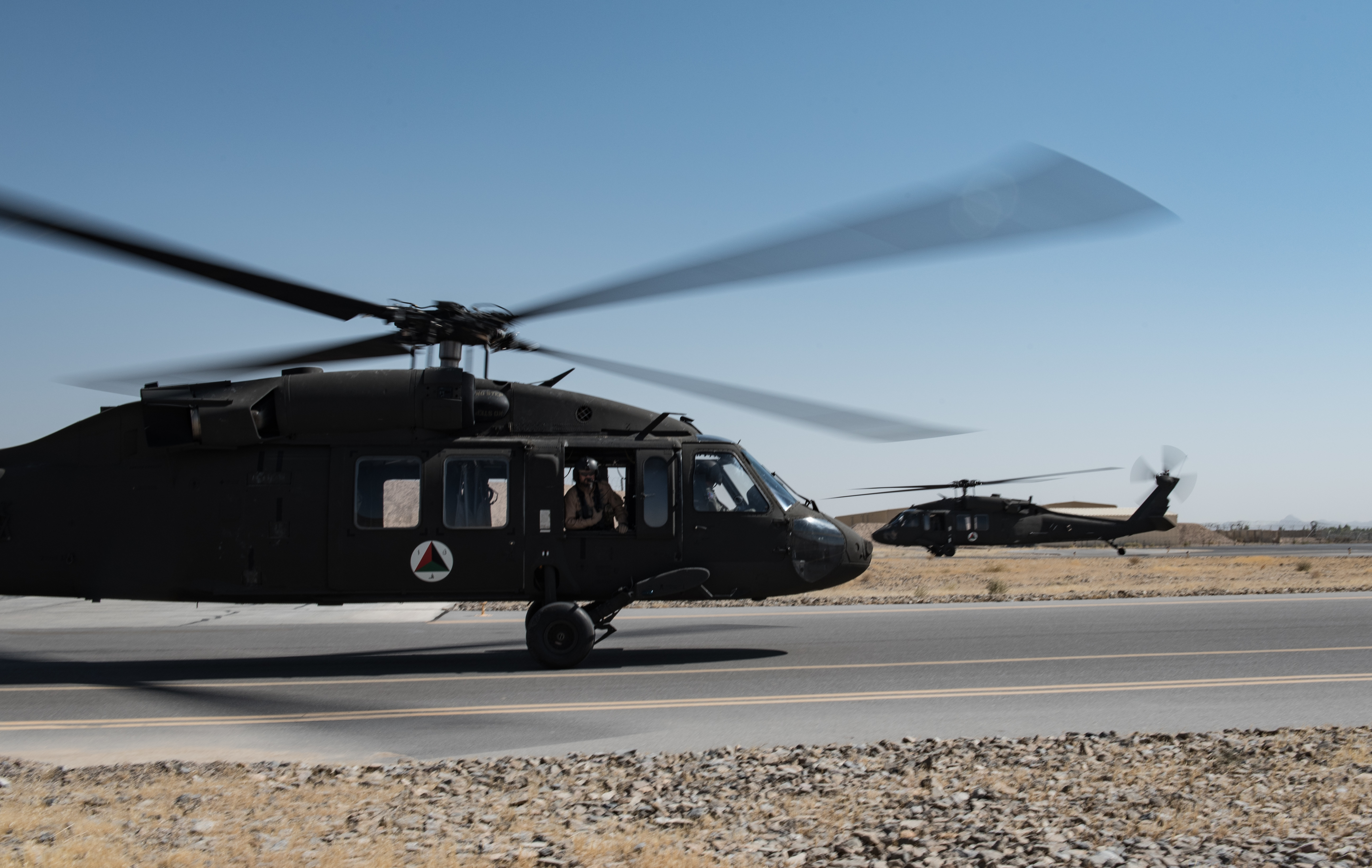
Black Hawks de la fuerza aérea afgana en el aeródromo de Kandahar.

Las Fuerzas Armadas afganas dependían del Ministerio de Defensa, que incluía la Fuerza Aérea Afgana (FAA) y el Ejército Nacional Afgano (ENA). La Universidad de Defensa afgana albergaba varios establecimientos educativos para las Fuerzas Armadas afganas, incluida la Academia Militar Nacional de Afganistán.

### Cumplimiento de la ley

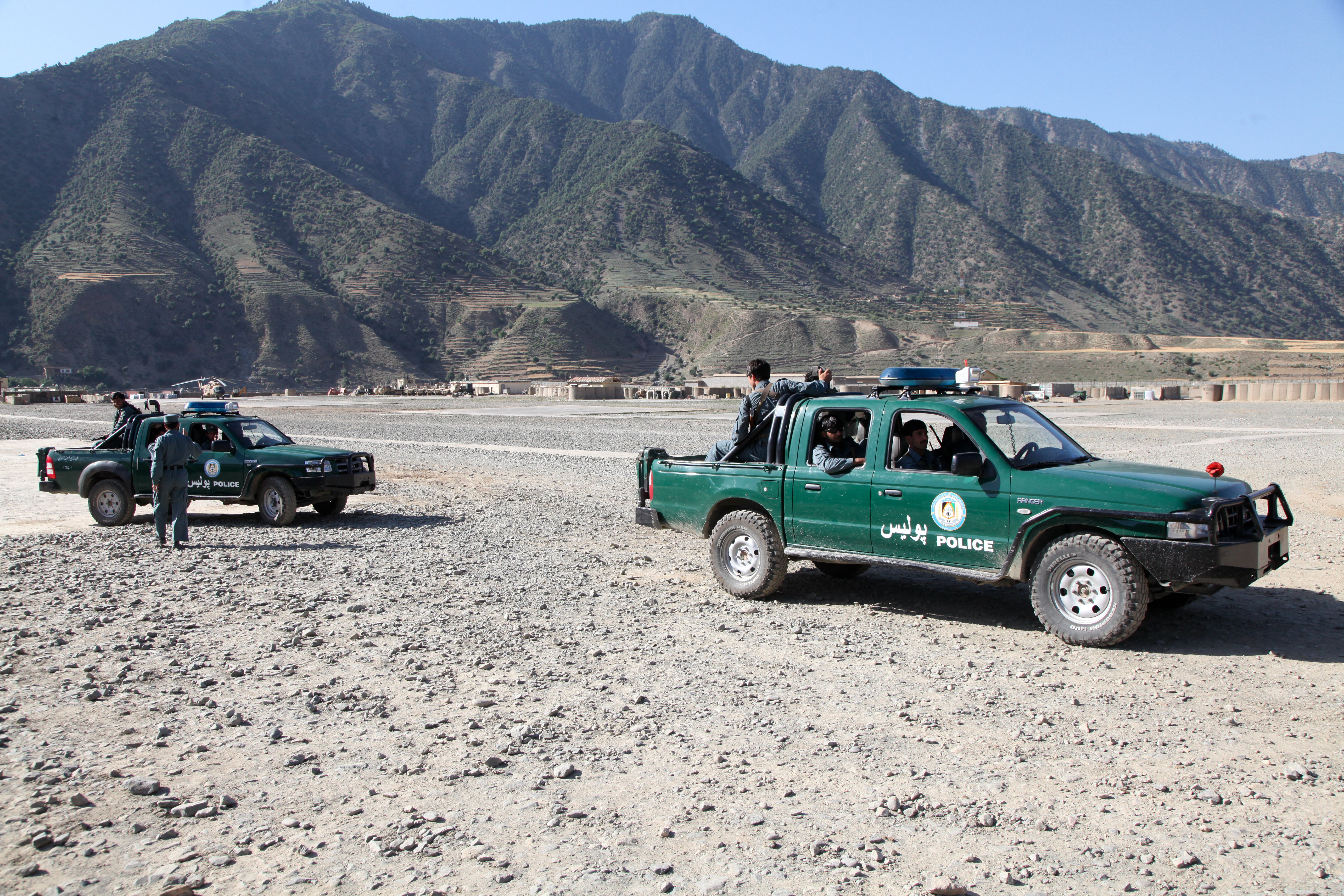
Policía Nacional afgana (PNA) en la provincia de Kunar.

La aplicación de la ley en Afganistán estaba a cargo de la Policía Nacional Afgana (PNA), que formaba parte del Ministerio del Interior. La PNA consta de dos ramas principales, la policía uniformada afgana y la policía fronteriza afgana. La misión de la Policía Uniformada era garantizar la seguridad dentro de Afganistán, prevenir el crimen y proteger la propiedad. La Policía de Fronteras era responsable de asegurar y mantener las fronteras de la nación con los estados vecinos, así como con todos los aeropuertos internacionales dentro del país. La agencia de inteligencia de Afganistán, la Dirección Nacional de Seguridad (DNS), asiste a la PNA en asuntos de seguridad. A pesar de eso, todas las partes de Afganistán se consideraron peligrosas debido a las actividades militantes y los incidentes relacionados con el terrorismo. Los secuestros para obtener rescate y los robos son comunes en las principales ciudades. Cada año, cientos de policías afganos morían en el cumplimiento de su deber. Afganistán también fue el principal productor mundial de opio. La cosecha de adormidera de Afganistán producía más del 90% de la heroína ilícita a nivel mundial y más del 95% del suministro europeo. El Ministerio de Lucha contra los Estupefacientes de Afganistán se encargaba de vigilar y erradicar el negocio de las drogas ilícitas.

### Derechos humanos
La libertad de expresión y de prensa fue permitida y promovida en la constitución de 2004, siempre que no amenazara la integridad nacional o religiosa o no difame a las personas. En 2019, Reporteros sin Fronteras incluyó el entorno mediático de Afganistán en el puesto 121 de 179 en su Índice de Libertad de Prensa, siendo el primero el más libre. Sin embargo, existían muchas cuestiones relativas a los derechos humanos contrarias a la ley, a menudo cometidas por tribus locales, legisladores y clérigos de línea dura. Los periodistas en Afganistán enfrentaron amenazas tanto de las fuerzas de seguridad como de los insurgentes. El Comité de Seguridad de Periodistas Afganos (CSPA) afirmó en 2017 que el gobierno afgano representó el 46% de los ataques contra periodistas afganos, mientras que los insurgentes fueron responsables del resto de los ataques.
Según Global Rights, casi el 90% de las mujeres en Afganistán han sufrido abuso físico, abuso sexual, abuso psicológico o matrimonio forzado. Los autores de estos delitos son los familiares de la víctima. Una propuesta de 2009 de una ley contra la violencia de las mujeres solo pudo aprobarse mediante un decreto presidencial. En 2012, Afganistán registró 240 casos de asesinatos por motivos de honor, pero se cree que el número total es mucho mayor. De los asesinatos por honor denunciados, el 21% fueron cometidos por los maridos de las víctimas, el 7% por sus hermanos, el 4% por sus padres y el resto por otros familiares.
La homosexualidad es un tabú en la sociedad afgana; según el Código Penal, la intimidad homosexual se castiga con hasta un año de prisión. Con la implementación de la ley Sharia, los infractores pueden ser castigados con la muerte. Sin embargo, persistió una antigua tradición que involucraba actos homosexuales masculinos entre jóvenes y hombres mayores (típicamente personas adineradas o de élite) llamada bacha bazi. A pesar de ser ilegal, las personas que participaban en el acto no eran a menudo castigadas.
Minorías étnicas y religiosas como hazaros, sijs, hindúes y cristianos habrían enfrentado persecución en el país.
El 14 de agosto de 2020, los expertos del Consejo de Derechos Humanos de la ONU emitieron una declaración conjunta instando a los funcionarios de Afganistán a prevenir los asesinatos de defensores de derechos humanos, ya que hubo nueve muertes de defensores de derechos humanos desde enero de 2020 hasta la caída del gobierno.

## Infraestructura
A pesar de la convulsa situación política y del conflicto militar que definió los años de la república, también se produjo una expansión en el acceso a ciertos servicios y utilidades durante esta época.

### Educación

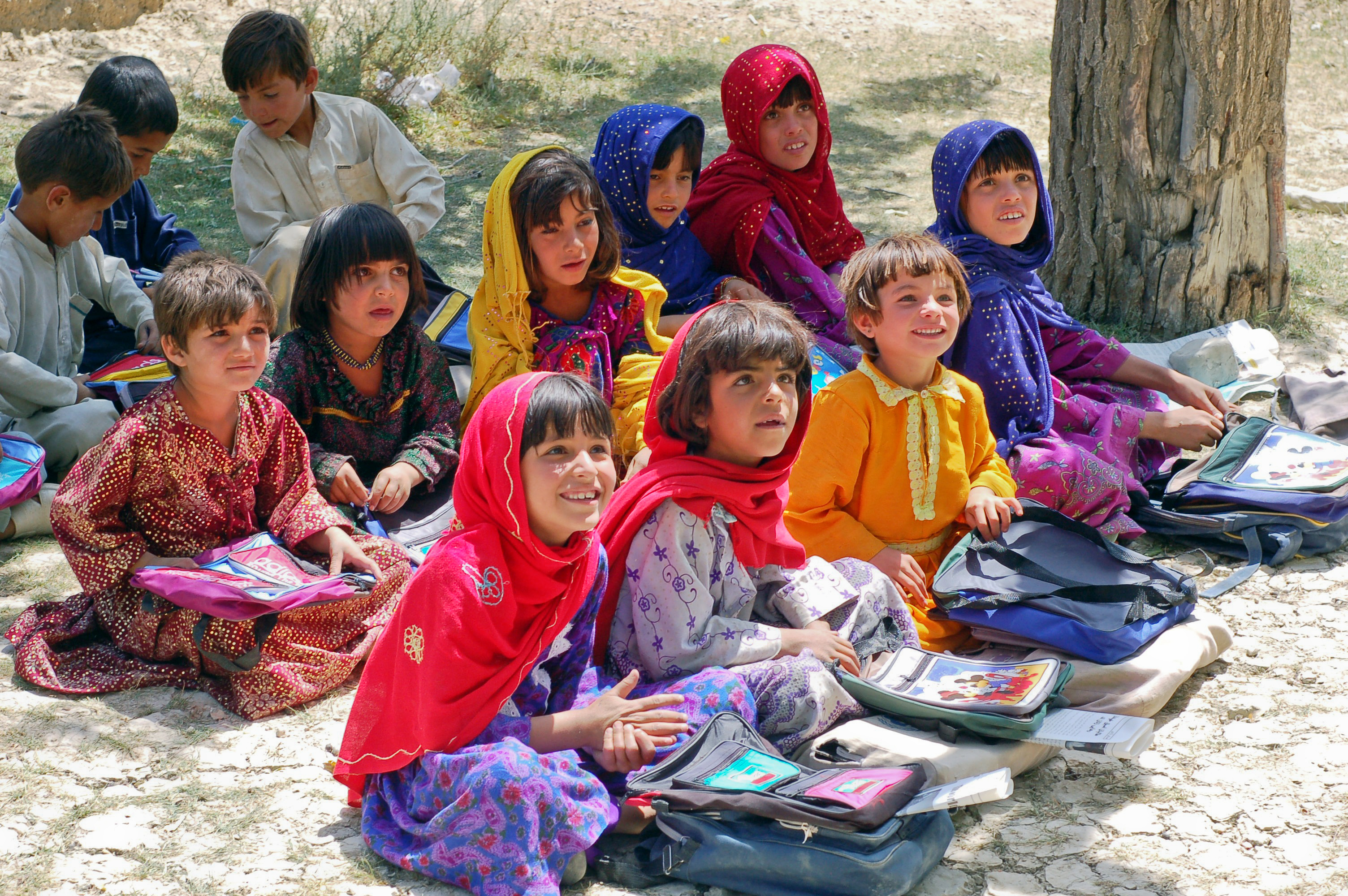
Niños en edad escolar en la provincia de Gazni (2007): el número de niños que asisten a la escuela en el nivel primario aumentó del 5% en 2000 al 57% en 2018.

En 2020, había más de 16 000 escuelas en el país y aproximadamente 9,5 millones de estudiantes. De esto, aproximadamente el 60% eran hombres y el 40% mujeres. Esto supuso un aumento de 900 000 estudiantes exclusivamente varones en 2001. Más de 174 000 estudiantes se matricularon en diferentes universidades de todo el país. Aproximadamente el 21% de ellos eran mujeres. Sin embargo, el exministro de Educación, Ghulam Farooq Wardak, había declarado que todavía se requería la construcción de 8 000 escuelas para los niños restantes que estaban privados de la educación formal.
En 2018, la tasa de alfabetización de la población de 15 años o más era del 43,02% (hombres 55,48% y mujeres 29,81%). Las Fuerzas de Seguridad Nacional de Afganistán recibieron cursos obligatorios de alfabetización como parte de su formación.

### Tecnología
Según el Banco Mundial, el 98% de la población rural tenía acceso a la electricidad en 2018, frente al 28% en 2008. En general, la cifra se situó en el 98,7 por ciento. En 2016, Afganistán producía 1 400 megavatios de energía, pero aún importaba la mayor parte de la electricidad que consumía a través de líneas de transmisión de Irán y los estados de Asia central.
En 2001, tras años de guerra civil, las telecomunicaciones eran prácticamente un sector inexistente, pero en 2016 había crecido hasta convertirse en una industria de 2 000 millones de dólares, con 22 millones de suscriptores de teléfonos móviles y 5 millones de usuarios de Internet. El sector empleaba al menos a 120 000 personas en todo el país.

## Cultura
Las restricciones a la prensa se relajaron gradualmente y los medios privados se diversificaron después de 2002, luego de más de dos décadas de estrictos controles. Los medios afganos experimentaron un rápido crecimiento durante la administración de Karzai, con el establecimiento de docenas de estaciones de televisión en todo el país. Afganistán tenía 203 estaciones de televisión, 284 estaciones de radio y casi 1500 medios impresos en 2019.
La escena musical afgana resurgió después de la retirada del poder de los talibanes, con series de concursos de canto como Afghan Star y The Voice of Afghanistan que se hicieron populares, con los concursantes interpretando canciones, incluidas las que antes estaban prohibidas.